# État plurinational
 (décembre 2011).
Si vous disposez d'ouvrages ou d'articles de référence ou si vous connaissez des sites web de qualité traitant du thème abordé ici, merci de compléter l'article en donnant les références utiles à sa vérifiabilité et en les liant à la section « Notes et références ».
Un État plurinational ou État multinational ou encore État-multination, est défini comme un État formé « de deux ou plusieurs nations existant en tant que communautés différentes, chacune ayant conscience de sa spécificité et manifestant le désir de la conserver. ».
Le terme « nation » fait parfois référence à une nation ethnique sans territoire bien défini, parfois à une nation civique dotée d’un territoire et d’institutions politiques auxquelles participent tous les citoyens au-delà des distinctions ethniques. Les États plurinationaux admettent l’existence de nations minoritaires. Une nation minoritaire, également appelée minorité nationale, se définit comme tel : 

« [des groupes de personnes qui] résident sur le territoire de cet État et en sont citoyens ; entretiennent des liens anciens, solides et durables avec cet État ; présentent des caractéristiques ethniques, culturelles, religieuses ou linguistiques spécifiques ; sont suffisamment représentatives, tout en étant moins nombreuses que le reste de la population de cet État ou d’une région de cet État ; sont animées de la volonté de préserver ensemble ce qui fait leur identité commune, notamment leur culture, leurs traditions, leur religion ou leur langue. »

Les nations minoritaires comprennent par exemple les peuples autochtones, les populations immigrantes ou encore les minorités linguistiques.
Certains États ont officiellement intégré l’existence de plusieurs nations au sein de leur Constitution, tandis que d’autres admettent les différences culturelles au sein de leur territoire sans pour autant leur accorder de droit ou statut spécifique. Leur caractère plurinational n'empêche pas qu'ils soient qualifiés d'État par le droit international.

## Constitutionnalisme plurinational

### Revendications autochtones en Amérique latine
Trois cycles de réforme se sont tenus en faveur de la reconnaissance des nations autochtones par les États en Amérique latine. Le premier cycle (1982-1988) s’inscrit dans le cadre du multiculturalisme, où la diversité culturelle et linguistique est officiellement reconnue par les États. Le pluralisme juridique n’est à ce stade pas reconnu par les Constitutions et la reconnaissance des nations autochtones est symbolique. 
Le deuxième cycle de réforme est celui du constitutionnalisme pluriculturel. Entre les années 1989 et 2005, certains pays d’Amérique latine intègrent une liste de droits autochtones dans leur Constitution. Ce cycle de réforme prend place dans le cadre de l’adoption de la Convention 169 de l’OIT sur les peuples indigènes et tribaux dans les pays indépendants en 1989. Les pratiques politiques et juridiques autochtones sont à ce moment reconnues officiellement par les États. Ces changements constitutionnels sont des défis pour les États car ils impliquent des révisions inédites du droit. 
Le troisième cycle correspond à celui du constitutionnalisme plurinational. À la suite de la Déclaration des Nations unies sur les droits des peuples autochtones en 2007, l’Équateur et la Bolivie deviennent les premiers États d’Amérique à réviser leurs Constitutions avec la mise en place d'assemblées constituantes.
La reconnaissance du plurinationalisme par les États d’Amérique latine s’inscrit dans une logique de décolonisation des États par les peuples autochtones. Les luttes des peuples autochtones visent la reconnaissance des particularités culturelles. Elles visent également à se détacher des modèles économiques néolibéraux et extractivistes adoptés par les pays d’Amérique du Sud depuis les années 1990. Les peuples autochtones d’Amérique du Sud militent pour des résolutions écologiques. Les revendications autochtones s’intègrent progressivement dans les États d’Amérique latine au début du 21e siècle. 

#### Équateur
Les personnes autochtones constituent environ 43 % de la population totale équatorienne. Il existe des différences culturelles entre les peuples autochtones qui se sont unis avec la création de la Confédération des nationalités indigènes de l'Équateur (en espagnol : Confederación de Nacionalidades Indígenas del Ecuador ; CONAIE) en 1990. La CONAIE est progressivement devenue une force sociale et politique importante en Équateur. Le groupe exerce de la pression sur les représentants gouvernementaux durant les années 1990 et permet d’entamer une réforme constitutionnelle de reconnaissance juridique de la diversité culturelle en 1998.  
La reconnaissance des droits autochtones en Équateur va de pair avec la reconnaissance des droits de la nature. Les luttes politiques et environnementales sont conjointes en raison de l’économie d’extraction des ressources naturelles en Amazonie. 
Au début des années 2000, les mouvements autochtones équatoriens adoptent le Sumak Kawsay (Buen Vivir). Traduit en français par le « Vivre Bien » ou « la vie en harmonie », le concept s’inspire d’une vision holistique du mode de vie quechua traditionnel et s’impose comme alternative au modèle de développement économique dominant. Le Sumak Kawsay est un projet de société qui prend racine dans la recherche d’un équilibre entre les sphères économiques, sociales et environnementales de la vie en Équateur. Carlos Viteri Gualinga, leader quechua en Amazonie, théorise ce concept pour la première fois en 2000. Il désigne l’importance de créer une société où le travail se place au service d’une vie harmonieuse qui respecte la nature et la spiritualité autochtone. 
La CONAIE intègre ce projet de société qui est au cœur de ses luttes politiques. Le Sumak Kawsay, en plus de revendiquer un mode de vie harmonieux, écologique et spirituel, revendique le droit des peuples autochtones à s’autodéterminer. La reconnaissance de l’État équatorien de son caractère plurinational est une condition à l’affirmation du mode de vie et de développement des peuples autochtones .  
En 2008, l’Équateur adopte à l’issue d’un référendum une nouvelle Constitution qui reçoit 64 % de votes favorables. Les revendications autochtones portées par la CONAIE se traduisent par des chapitres constitutionnels portant sur la justice autochtone et sur les droits du « buen vivir ». L’Équateur devient le premier pays du monde à reconnaître les droits de la nature en y consacrant un chapitre dans sa nouvelle Constitution,. 
La nouvelle Constitution représente un changement majeur dans l’histoire de l’Équateur en le faisant devenir un État interculturel et plurinational. Le « Plan national pour le vivre bien » initié par le gouvernement est l’organe de mise en pratique des droits plurinationaux et du bien-vivre dans le pays. Le Programme des Nations unies pour le développement soutient les efforts de mise en œuvre du gouvernement équatorien en matière de droits autochtones et de diversité culturelle.  

#### Bolivie
Les 38 peuples autochtones représentent environ 40 % de la population de la Bolivie. En 2006, Evo Morales, autochtone aymara, est élu président. Il met en place une assemblée constituante afin de réécrire la Constitution du pays, qui est approuvée par référendum en 2009 et consacre la Bolivie comme État plurinational. L’État reconnaît officiellement la diversité nationale sur le territoire bolivien. Les droits autochtones et les droits de l’environnement sont les principaux changements de cette nouvelle Constitution. 
La Constitution de 2009 pose le cadre de la démocratie interculturelle et de l’autonomie des nations autochtones de Bolivie. Le nouveau régime juridique réforme les institutions et les pratiques politiques.
La Constitution inclut la définition des droits des peuples autochtones en milieux ruraux. L’article 30 déclare le droit à l’autodétermination qui comprend les droits de propriété sur les territoires ancestraux, la protection des lieux sacrés, l’auto-administration des systèmes politiques et judiciaires, ainsi que la préservation des langues et cultures propres à chaque Nation. Par souci d’équité, les personnes afro-boliviennes bénéficient de ces mêmes droits. 
La nouvelle Constitution adopte également quatre lois qui régissent les instances de pouvoir décisionnels :
1. Loi sur le pouvoir judiciaire : la Constitution distingue trois juridictions : la juridiction dite ordinaire qui comprend la Cour suprême, la juridiction agroenvironnementale et la juridiction « nation et peuples indigènes natifs ».
2. Loi sur le corps électoral plurinational : la Constitution stipule que la Cour suprême électorale doit être composée d’au moins deux personnes d’origine autochtone sur ses sept membres.
3. Loi sur le Tribunal constitutionnel plurinational : le contrôle de la Constitution est désormais encadré par le Tribunal constitutionnel plurinational qui est constituée de juges élus sur des critères de plurinationalité avec les mêmes procédures que les juges de la Cour suprême.
4. Loi sur la décentralisation et l’autonomie : la Constitution exige la redistribution de l’autonomie administrative. Le pouvoir décisionnel est décentralisé en reconnaissance des paliers de pouvoir gouvernementaux suivants : les régions, les départements, les municipalités et les « nations et peuples indigènes natifs » [10].

La démission d'Evo Morales à la présidence de la Bolivie et l’instabilité politique en 2019 remettent en question les principes constitutionnels en faveur de l’autonomie et de la démocratie des peuples autochtones. Il s'agissait de la première fois que la structure politique et juridique énoncée par la Constitution de 2009 ainsi que les droits des peuples autochtones, des minorités ethniques et de l’environnement allaient être soumis à l'application d'un autre gouvernement, de surcroît, à l'idéologie radicalement opposée. Le nouveau caractère plurinational de l’État bolivien est critiqué pour être seulement « déclaratif » tandis que le pouvoir exécutif ne permet pas pleinement la décentralisation prévue dans la Constitution. 

#### Chili
Le Chili a été le terrain d’affrontements entre des revendications sociales de la population et la répression du gouvernement en 2019. En octobre 2020, un changement de Constitution est approuvé par un référendum remporté à 78 % des voix. La dernière Constitution a été créée en 1980 sous la dictature d’Augusto Pinochet.
L’assemblée constituante admet 155 membres élus en 2021. On y recense majoritairement des élus progressistes, féministes, anticapitalistes et autochtones et moins du quart de l’assemblée est considéré comme étant de droite. 
Les autochtones mapuches, majoritaires au Chili, portent des revendications constitutionnelles en faveur d’un nouvel État plurinational, de l’autodétermination et de la réappropriation des territoires autochtones ancestraux. Le nouveau processus constitutionnel est une opportunité pour les Mapuches de reconnaissance officielle de leur légitimité sur le territoire chilien.
En mars 2022, la nouvelle constitution est approuvée par l’assemblée constituante et sera soumise à l’ensemble de la population lors d'un référendum prévu à l’été 2022. La convention constitutionnelle est régie autour de dix thèmes, incluant l’environnement et les droits des peuples autochtones et la plurinationalité. La proposition constitutionnelle pose une rupture avec la précédente qui plaçait l’économie néolibérale au cœur de ses principes fondateurs. La nouvelle Constitution suscite une forte opposition de la classe politique de droite en défaveur de la reconnaissance de l’État plurinational. Cette proposition est finalement rejetée à 62 % par le peuple chilien le 4 septembre 2022. Après avoir également rejeté une deuxième proposition en 2023, la constitution en vigueur reste celle de 1980 et le Chili ne devient donc pas plurinational, bien que la notion reste un objet de lutte politique dans le pays et pourrait ré-émerger dans le futur.

## Coexistence de nations dans un État

### Canada
Le Canada est qualifié d’État multinational, car il reconnaît l’existence de plusieurs nations sur son territoire. Les différentes nations ont des particularités culturelles qui les différencient de la population majoritaire.

#### Peuples autochtones
Le gouvernement du Canada reconnaît le droit des peuples à l’autodétermination conformément à la Déclaration des Nations unies sur les droits des peuples autochtones. Il reconnaît également l’existence précoloniale des Premières Nations sur le territoire de l’actuel Canada. Le gouvernement du Canada se prononce en faveur de la réconciliation avec les peuples autochtones et en faveur de leur autonomie gouvernementale.
La Constitution du Canada de 1982 fait figurer la Loi sur les Indiens qui est la loi qui encadre l’autonomie des peuples autochtones. Cette loi permet de distinguer les Autochtones du reste de la population en octroyant le statut d’Indien. Elle ne permet cependant pas de confier une autonomie gouvernementale aux Premières Nations qui la revendiquent. De nombreux traités ont été signés entre le gouvernement fédéral ou des gouvernements provinciaux et certaines nations autochtones pour définir les droits de chacun sur les territoires ancestraux. Il existe 18 traités modernes qui concernent 32 communautés autochtones depuis 1975. Ils confèrent une plus grande autonomie gouvernementale aux communautés autochtones en accordant le droit à des municipalités et entreprises autogérées. La Convention de la Baie-James et du Nord québécois est le premier traité moderne au Canada. Des traités antérieurs sont cependant ratifiés, à la fin du 19e siècle et au début du 20e siècle, entre le gouvernement fédéral et des peuples autochtones du centre et de l'ouest du pays.
La Constitution canadienne ne reconnaît pas officiellement la souveraineté des nations autochtones sur le territoire du Canada. Elle permet cependant une coexistence entre les traditions juridiques autochtones et allochtones. Il existe des lois adoptées en faveur de l’usage de juridictions autochtones en cohabitation avec les juridictions canadiennes et québécoises. C’est le cas au Québec avec le droit à l’adoption coutumière qui est reconnu dans le Code civil depuis 2018. La nouvelle loi réduit l’intervention de l’État des processus d’adoption traditionnels dans certaines communautés autochtones.

#### Québec
L’État canadien reconnaît les Québécois comme formant une nation distincte avec l’adoption de la motion sur la nation québécoise en 2006. Le Québec se distingue culturellement de la population canadienne par son histoire et par l’usage de la langue française. Le mouvement souverainiste du Québec porte des revendications d'autodétermination et d'indépendance.

## États multinationaux et leurs nations internes
- Autriche-Hongrie : Allemands (Autriche) et Hongrois (les autres minorités nationales de l'empire n'ont pas de gouvernement spécifique).
- Belgique : Flamands, Wallons, Bruxellois, Germanophones.
- Bolivie : nations autochtones et celles originaires d'Europe.
- Canada : Québécois, Canadiens anglais et Premières Nations.
- Chine : les premières nations reconnues (XIXe siècle) sont les Hans, Mongols, Mandchous, Tibétains et Huis.
- Danemark : Le peuple du Groenland est reconnu comme tel depuis le Self-Government Act (2004).
- États de Savoie : Savoisiens et Italiens.
- Royaume-Uni : Anglais, Gallois, Écossais et Nord-Irlandais.
- Royaume de Suède-Norvège : Suédois et Norvégiens.
- Tchécoslovaquie : Tchèques et Slovaques.
- Yougoslavie : Serbes, Croates et Slovènes.